# Edifici del Col·legi de Metges
L'edifici del Col·legi de Metges es troba al passeig de la Bonanova, 47 i els carrers de Vilana i de Dalmases de Barcelona, i està inclòs a l'Inventari del Patrimoni Arquitectònic Català. Des del 1968 és la seu del Col·legi Oficial de Metges de Barcelona; l'anterior era el Casal del Metge, situat a la Via Laietana, 31.

## Història
El juliol del 1964, el Col·legi va adquirir un solar on havien estat les cotxeres de tramvies del carrer de Dalmases, i el 1966, el doctor Lluís Trias de Bes i Giró, aleshores president, va promoure un concurs del projecte de la nova seu, que fou guanyat pels arquitectes Robert Terradas i Via i Jordi Adroer Iglesias. Aquell mateix any, la constructora Huarte y Cia va iniciar les obres, quedant enllestit en un any, i fou inaugurat el 1968.
Als anys 1990 es va remarcar la seva similitud arquitectònica amb les propostes contemporànies, de volumetries trencadores, dels Països Baixos i l'Escola de Rotterdam.

## Descripció
Consta de diferents volums desplaçats entre ells, i que es diferencien entre sí per la textura, la utilització dels materials i els buits. En un dels cossos s'utilitza la fusta com a revestiment exterior, el que va comportar diverses dificultats en aquell moment.
Destaca el porxo d'accés pel passeig de la Bonanova, que per la seva gran superfície dota d'importància a l'edifici. A l'esquerra de la porta d'entrada del carrer de Vilana hi ha un mural ceràmic del pintor Joan Vila i Grau i el ceramista Jordi Aguadé, artistes que formaven part del grup artístic La Cantonada. Es tracta de 198 peces de 40 x 40 cm cadascuna, cuites a 1300 °C i esmaltades a 1100 °C. Tot i que no es va buscar una significació determinada en el contingut, alguns han volgut veure-hi relació amb l'instrumental mèdic.